# کنیسه نخله
کنیسه نخله (به عربی: کنیسة نخلة) یک روستا در سوریه است که در ناحیه مرکزی جسر الشغور واقع شده‌است. کنیسه نخله ۱٬۶۷۵ نفر جمعیت دارد.